# Coquille Saint-Jacques (symbole)
La coquille Saint-Jacques ou coquille ou conque est un motif décoratif reproduisant ce coquillage et bénéficiant de nombreuses attributions symboliques. Répandue depuis l'Antiquité, elle est en particulier connue pour son utilisation lors des pèlerinages vers Saint-Jacques de Compostelle.

## Dans l'Antiquité

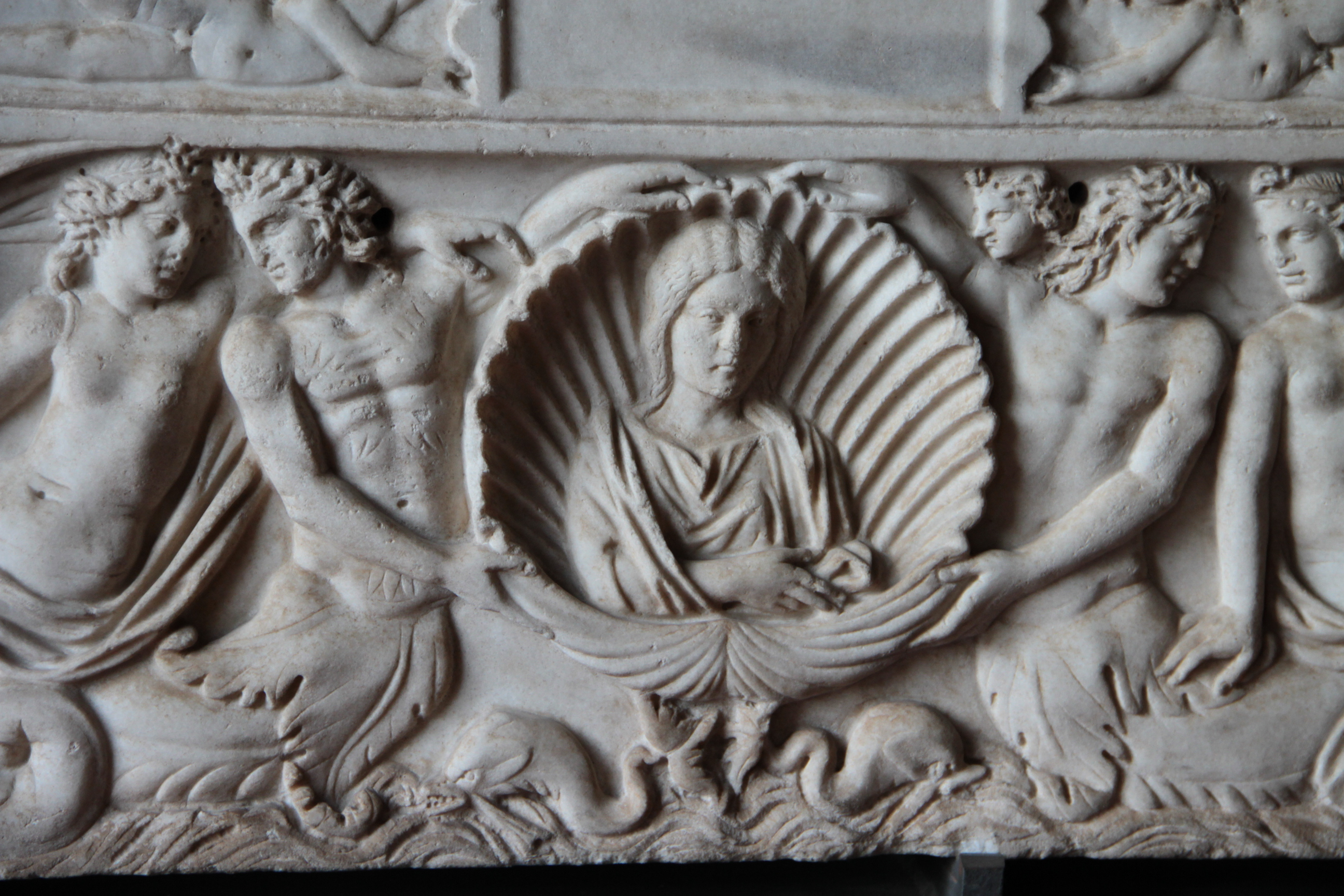
Motif ornemental de la coquille sur un sarcophage romain.

La coquille correspond à des symboles utilisés dès la Préhistoire et l'Antiquité : coquille dans les tombes (symbole de renaissance, de résurrection), talisman, coquille évoquant les eaux où elle se forme, symbole de la fécondité propre à l'eau, symbole d'amour (telle Vénus sortie de sa coquille, légende peut-être issue des coquilles perlières) et de bonne chance, symbole de purification spirituelle (d'où le cuve de fonts baptismaux en forme de coquille). Selon le Codex Calixtinus, la coquille est associée depuis le XIIe siècle aux « bonnes œuvres » : « les deux valves du coquillage représentent les deux préceptes de l'amour (...), à savoir aimer Dieu plus que tout et aimer son prochain comme soi-même ».

## Pèlerinage  de Saint-Jacques de Compostelle

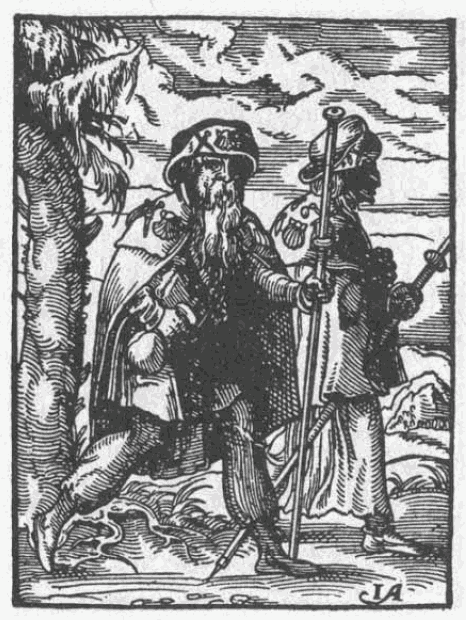
Pèlerins de Saint-Jacques-de-Compostelle avec leur besace, leur bourdon et des coquilles Saint-Jacques représentées sur leur col et leur chapeau, gravure de 1568.

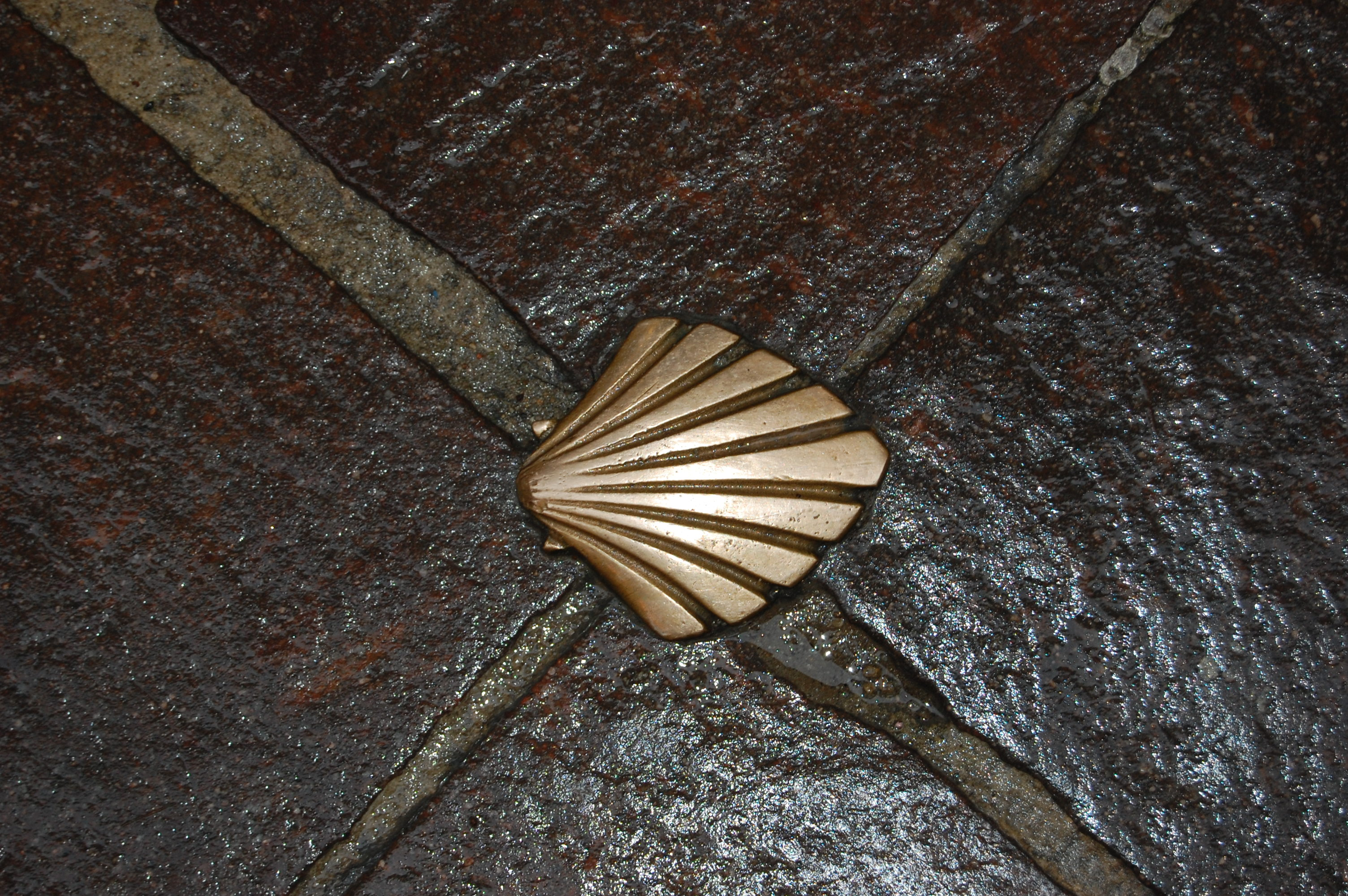
Coquille Saint-Jacques matérialisant le passage de la voie de Compostelle à Limoges. Les coquilles sont représentées vues par le côté convexe sur les chemins de Compostelle.

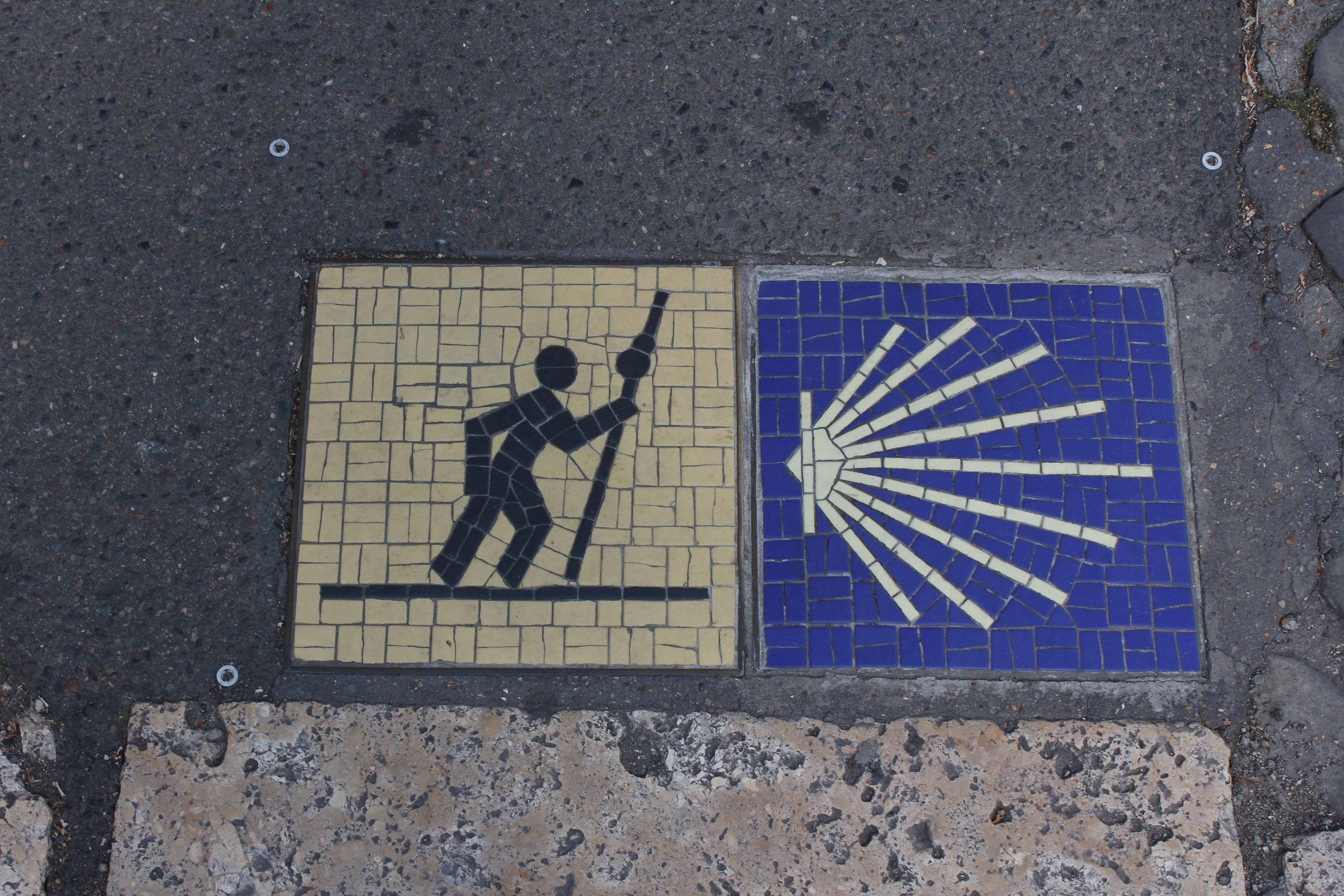
Plaque signalant le chemin de Saint-Jacques de Compostelle, rue Béguines à Chartres.

Les premières traces de l'utilisation de cette coquille par les pèlerins remontent au moins à la première moitié du XIe siècle, et sa valeur et son importance symboliques sont telles qu'on en retrouve de nombreux exemplaires dans les sépultures et sur les pierres tombales,.  Elles témoignent des sacrifices accomplis, tout en gardant possiblement une fonction de talisman, et aident les archéologues à retracer une partie des trajets effectués ainsi que l'évolution du costume du pèlerin. Le terme latin Pecten maximus signifie littéralement « grand peigne » ; or le peigne occupait une grande place dans le rituel funéraire, et les prêtres utilisaient des peignes liturgiques ayant valeur de purification. Il est possible, selon l'hypothèse faite par le naturaliste Arnould Locart en 1888, que la coquille ait été associée aux mêmes symboles de purification corporelle et spirituelle, justifiant qu'elle accompagne le défunt dans la tombe.
L'origine de la coquille de Saint-Jacques-de-Compostelle est probablement issue de cette symbolique antique mais renvoie aussi à plusieurs légendes compostellanes : cendres du saint arrivées à Compostelle dans une coquille ; un chevalier sauvé de la noyade par l'intercession du saint, au moment où passait le bateau ramenant sa sépulture de Jérusalem, et ressorti de l'eau couvert de coquilles.
À l'origine la coquille est le symbole des pèlerins, et n'est pas uniquement associée à Saint-Jacques de Compostelle, mais à tout pèlerinage vers un sanctuaire, local ou non. Le recours aux pétoncles noirs pour le Mont Saint-Michel a été analysé comme une réplication de la tradition des pèlerins de Saint-Jacques à d'autres sanctuaires, dès lors que celui-ci devient célèbre.
Elle est un emblème et un signe de reconnaissance du pèlerinage de Saint-Jacques-de-Compostelle bien qu'elle ne soit pas un attribut qui désigne le pèlerin aux yeux de l'Église, seuls le bourdon et la panetière étant bénis par le prêtre au départ. Elle est censée protéger le pèlerin des dangers de la route, à l'origine dans son voyage de retour, et lui donne l'accès à l'hospitalité et aux œuvres de charité.
Contrairement à une légende qui veut que les pèlerins aillent les ramasser sur les grèves, les coquilles sont ramenées probablement par sacs entiers transportés à dos de mulet par les pêcheurs, et leur vente est strictement organisée, avec des licences papales et la menace d'excommunication en cas de vente dans une autre ville. La coquille devient l'insigne officiel des pèlerins de Saint-Jacques de Compostelle au XIIe siècle, et au XIIIe siècle ; on dénombre dans la ville une centaine de stands de vente. Par la suite, on retrouve dans l'habit du pèlerin d'autres espèces de coquille que Pecten maximus : Chlamys varia pour les pèlerins du Mont Saint-Michel, pecten jacobaeus (un coquillage ainsi baptisé par Carl von Linné par référence à Saint-Jacques, mais présent uniquement en mer méditerranée) ou encore des ormeaux (Haliotis) ou des bucardes tuberculées (Acanthocardia tuberculata) sans que les raisons de cette diversification soient très certaines. L'introduction de coquillages de méditerranée a été imputée au fait que des stands de vente se sont développés sur le chemin de l'aller, par une sorte de contrebande, à moins qu'elle n'ait concerné des pèlerinages vers des sanctuaires locaux.

## En héraldique
La coquille utilisée en héraldique est stylisée de dos. Anciennement, les héraldistes distinguaient la coquille de Saint-Jacques, de grande taille, et celle de Saint-Michel, de taille plus petite. Si la coquille est représentée avec sa face interne, le meuble perd ce nom de devient un vannet. 
L'utilisation du symbole de cette coquille pour les pèlerins et Croisés de Terre Sainte est avérée, puisqu'elle finira même sur de nombreux Blasons et Héraldique,,, alors que l'ouvrage le plus ancien évoquant le pèlerinage de Saint-Jacques est le Codex Calixtinus et n'est daté que de 1150 et c'est seulement après la prise de Grenade en 1492, sous le règne de Ferdinand d'Aragon et d'Isabelle la Catholique, que le pape Alexandre VI déclare officiellement Saint-Jacques-de-Compostelle lieu d'un des « trois grands pèlerinages de la Chrétienté », avec ceux de Jérusalem et de Rome. Ce n'est qu'au environ de cette date que la coquille fut désormais associé étroitement à ce pèlerinage.
Ce symbole fut utilisé suite, et durant les croisades pour symboliser le nombre d'individus ou le nombre de pèlerinages (y compris croisade) fait en terre sainte par la famille (voir note et renvois précédents,,). L'utilisation de la coquille en héraldique fut partiellement abandonnée quand ce symbole fut uniquement associé à Saint-Jacques de Compostelle et que cette symbolique perdit donc de sa valeur.

## En architecture

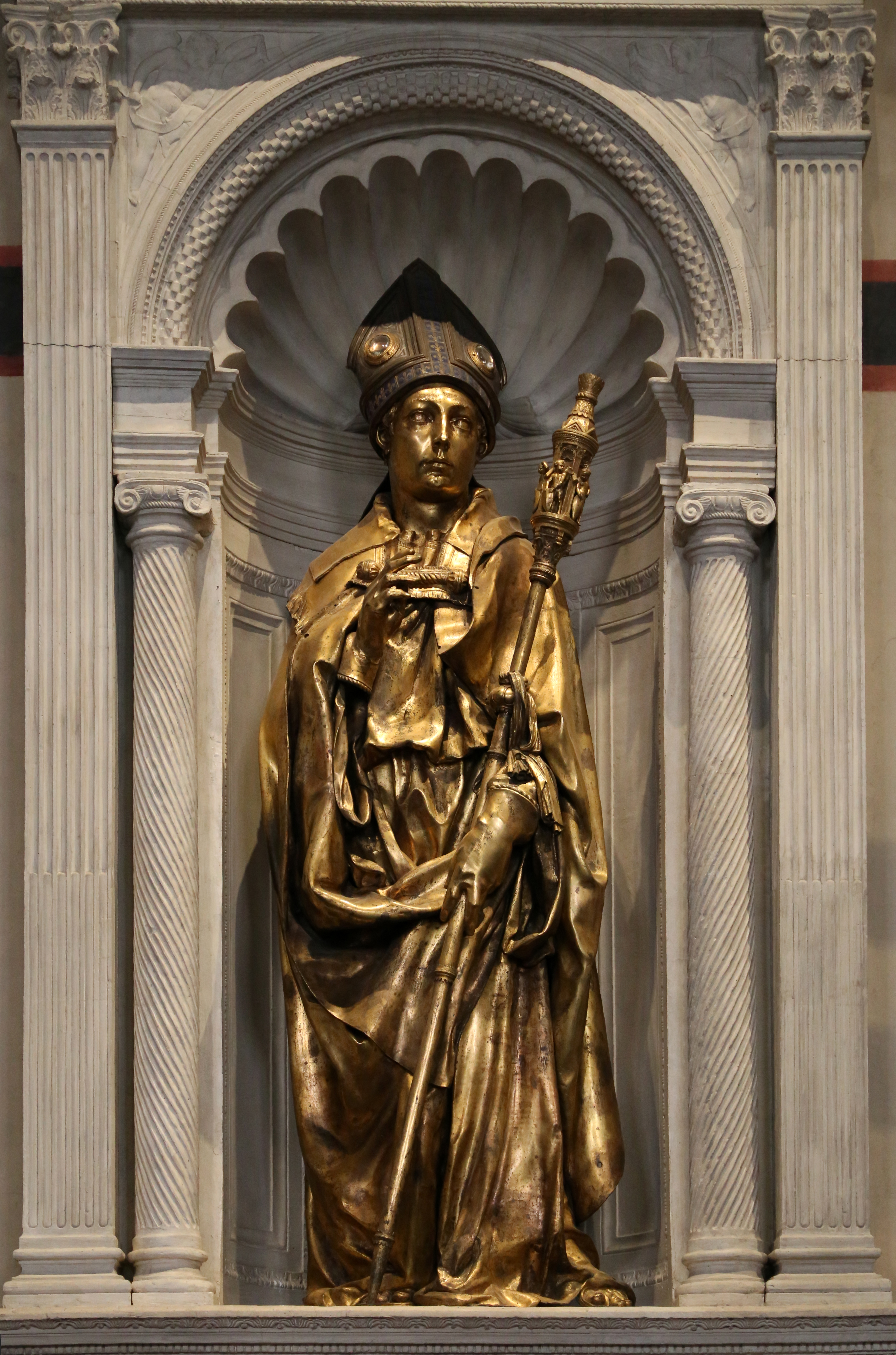
Saint Louis de Toulouse dans une niche en cul-de-four ornée d'une coquille, sculpture de Donatello (1423-1425) qui réinvente ce motif repris de sarcophages antiques.

Cette ornementation est parfois confondue avec la « coquille Renaissance » qui décore des portails, murs, tympans ou niches d'architecture, cette coquille étant un motif en demi-coupole très répandu dans l'architecture et le mobilier de style Renaissance et néo-Renaissance.